# Stazione di Mangwolsa
La stazione di Mangwolsa (망월사역 - 望月寺驛, Mangwolsa-yeok) è una stazione ferroviaria della città di Uijeongbu, nella provincia del Gyeonggi a nord di Seul, servita dalla linea 1 della metropolitana di Seul.

## Linee e servizi
Korail
● Linea 1 (ufficialmente, linea Gyeongwon) (Codice: 112)

## Struttura
La stazione è realizzata su viadotto, con due binari di corsa e due marciapiedi laterali.
| 1 | ■ Linea Gyeongwon | per Uijeongbu, Dongducheon e Soyosan             |
| 2 | ● Linea 1         | per Cheongnyangni, Seul, Yongsan, Guro e Incheon |

## Stazioni adiacenti
| «                    | Servizio | »         |
| Linea 1              | Linea 1  | Linea 1   |
| -------------------- | -------- | --------- |
| Hoeryong             | Locale   | Dobongsan |
| L'espresso non ferma |          |           |